# Einband

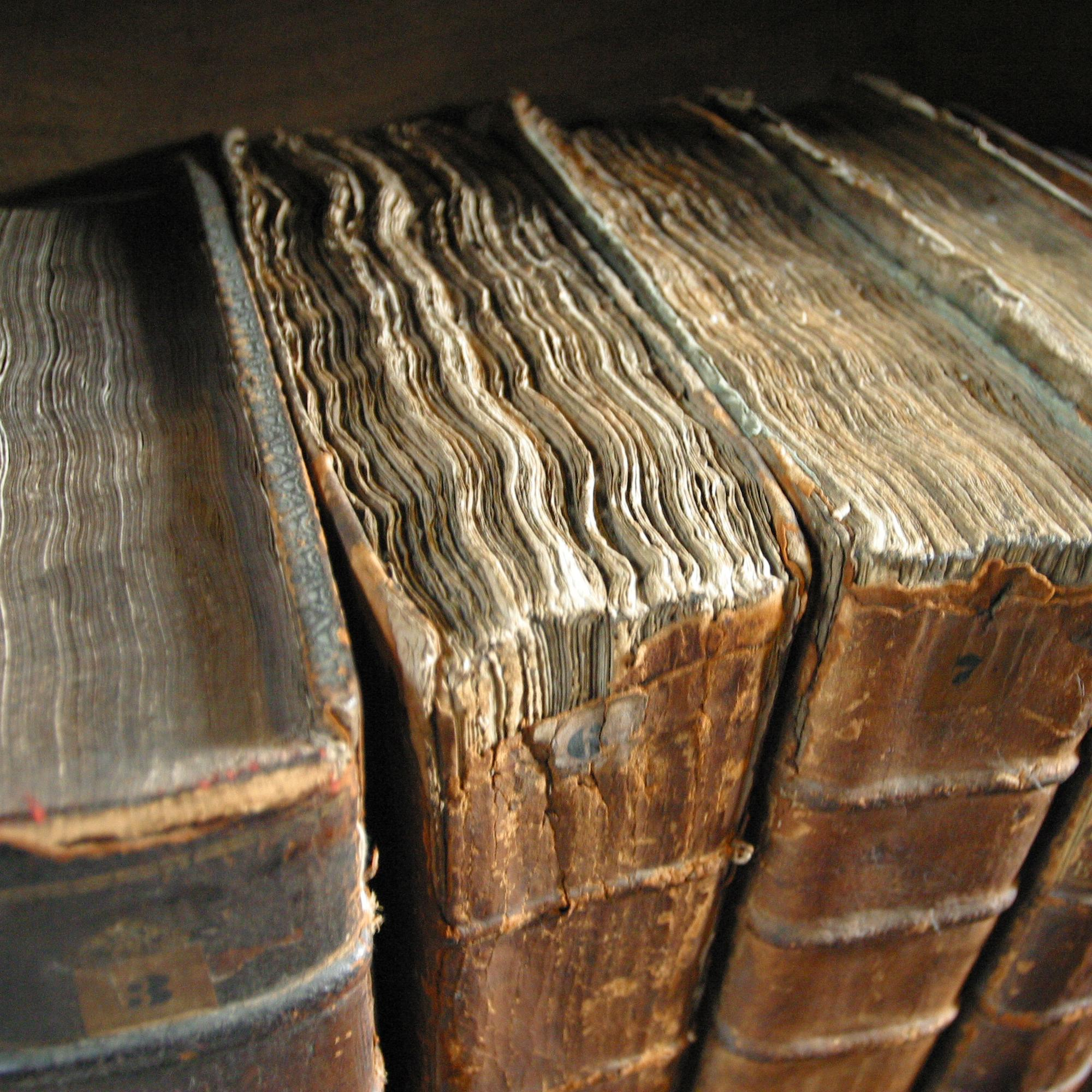
Alte Bucheinbände mit sich lösender Bindung

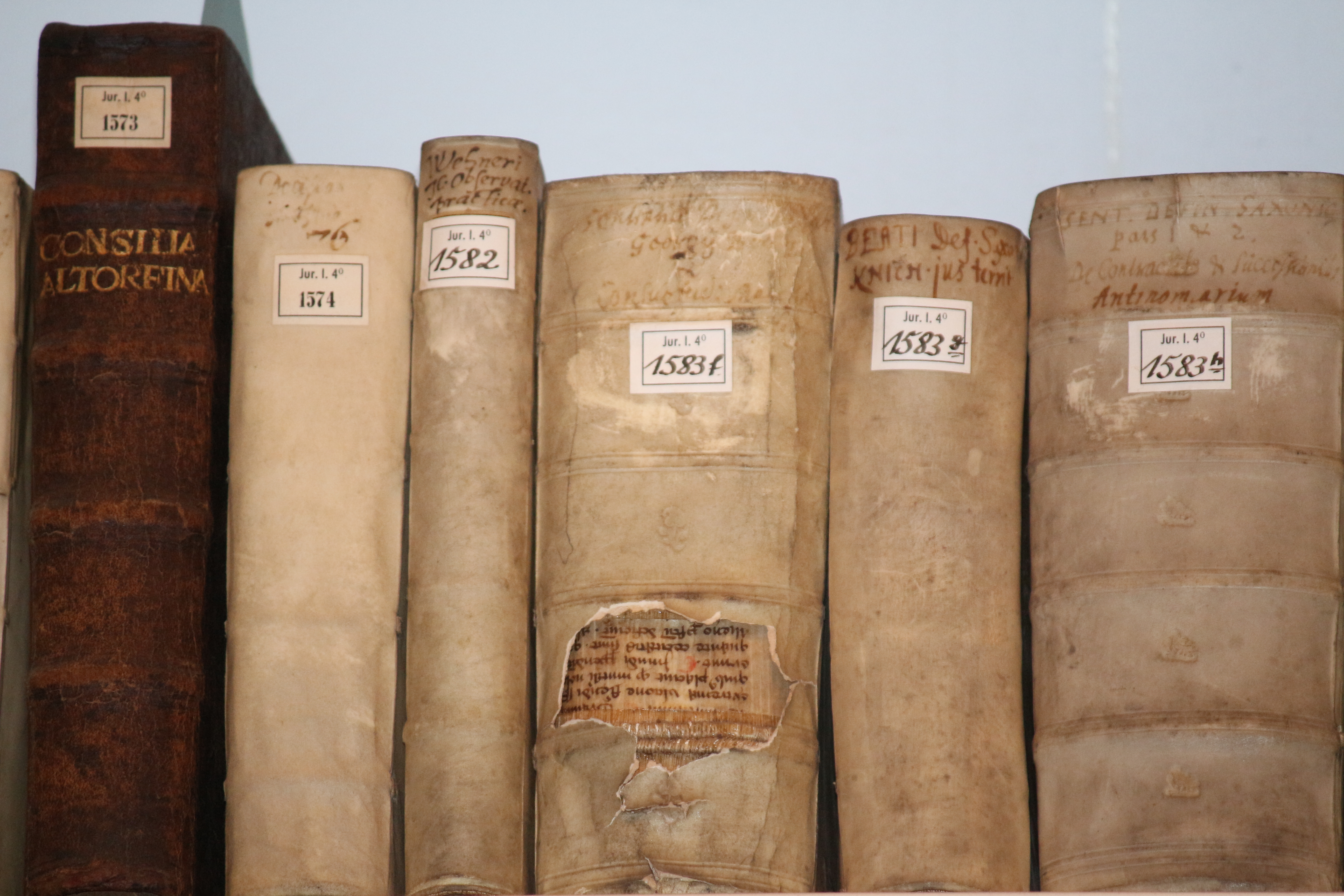
Nutzung mittelalterlicher Handschriften für den Einband frühneuzeitlicher Bücher

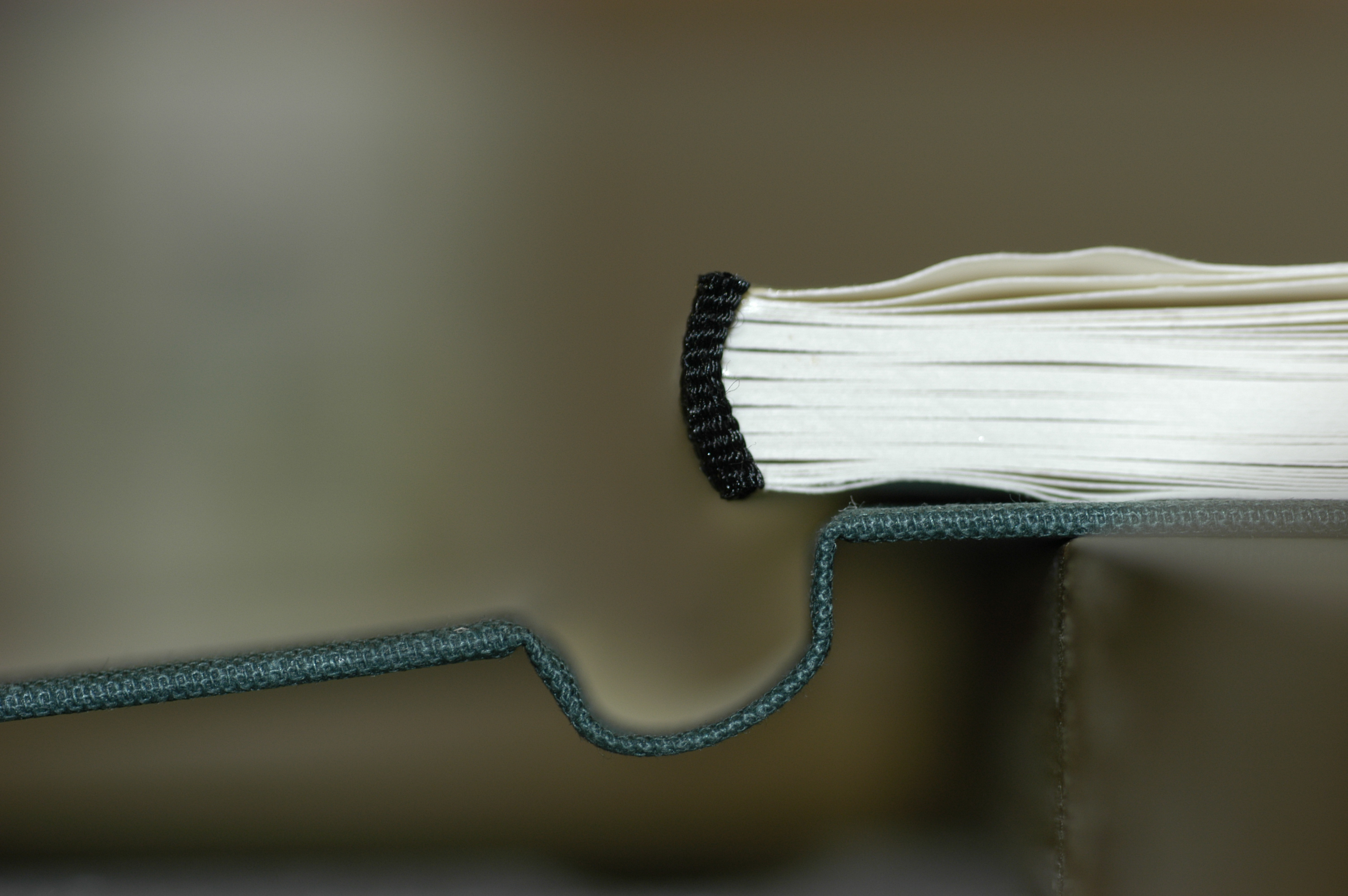
Buchbinden: Buchblock und Buchdecke, noch nicht eingehängt

Der Einband eines Buches oder eines anderen Druckerzeugnisses ist sowohl die den Block (beim Buch: Buchblock) umschließende äußere Hülle als auch der gesamte Arbeitsgang seiner Herstellung. Einerseits wird also das Ergebnis, sprich die bezogene Einheit aus vorderem und hinterem Deckel (Buchdeckel) und dem schmaleren Rücken (Buchrücken), beschrieben, andererseits aber auch die Tätigkeit des Buchbinders, die alle Schritte vom Ordnen und Zusammenfügen der Lagen bis hin zur künstlerischen Gestaltung umfasst. Historische, gestalterische und technische Aspekte werden durch die Einbandforschung wissenschaftlich untersucht.

## Formen des Bucheinbands

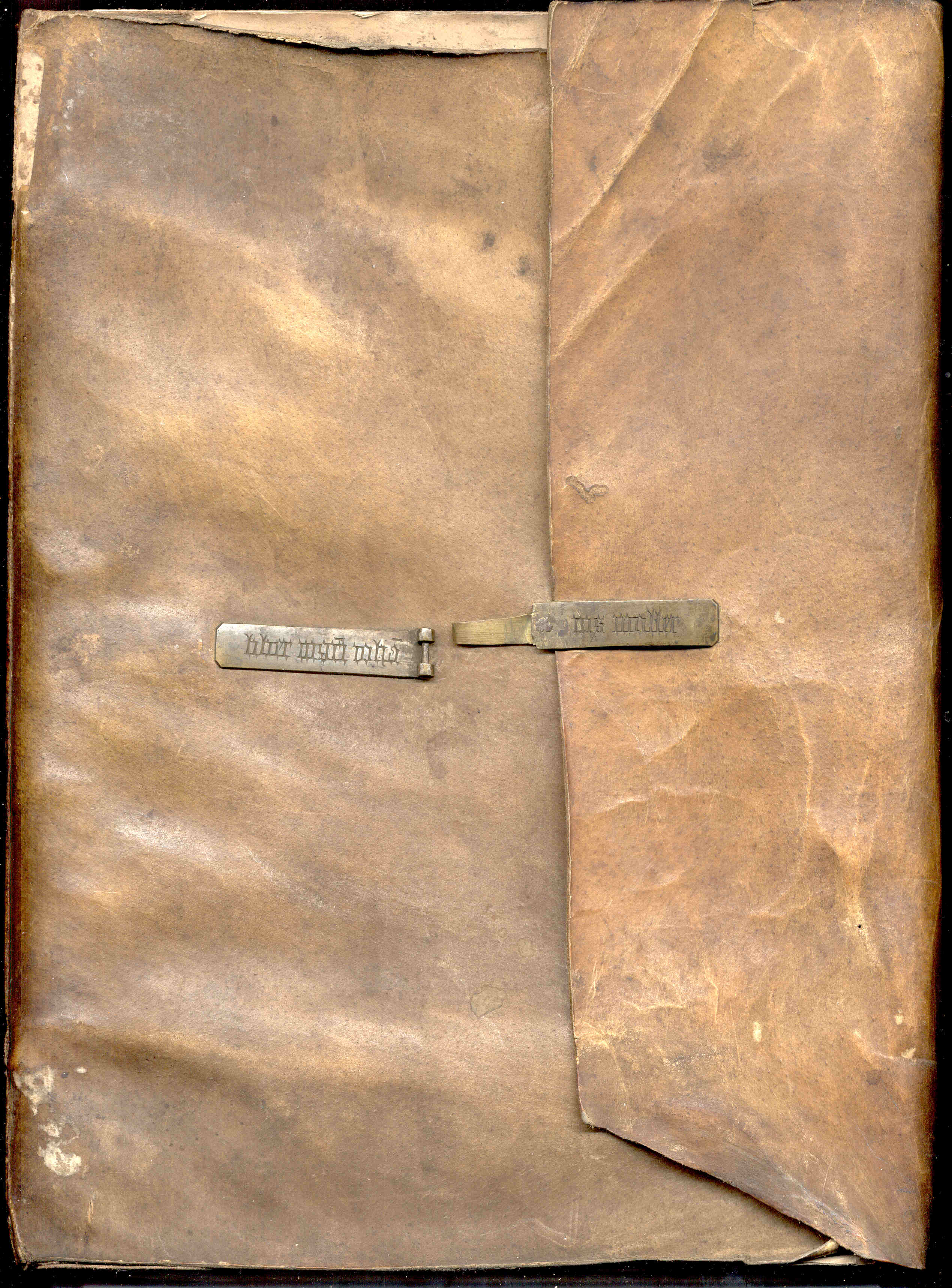
Kopert aus dem 15. Jahrhundert

Einbände lassen sich nur schwer systematisieren, da viele Bezeichnungen aus alten handwerklichen Traditionen entstanden sind und dementsprechend keiner konsequenten Logik unterliegen. Einige Einbandarten sind immer noch der Einzelfertigung (Handeinband) vorbehalten, während auf der anderen Seite die industrielle Buchbinderei beim Verlagseinband Methoden hervorgebracht hat, die sich nicht oder nur bedingt in den handwerklichen Bereich übertragen lassen. Trotzdem lassen sich grob zwei Kennzeichnungsgruppen unterscheiden:

### Klassifizierung nach dem verwendeten Bezugsstoff
Nach der Art des verwendeten Bezugsstoffes lassen sich vier Einbandtypen unterscheiden. Erstens der Pappband, der entweder einen einfachen, nur aus einem Stück gefalzter Pappe bestehenden Umschlag meinen kann, oder aber einen festen, dafür lediglich mit Papier bezogenen Einband bezeichnet. Zweitens der Gewebeeinband, der mit textilen Materialien, die sowohl aus Natur- als auch aus Kunstfasern bestehen können, bezogen ist. Drittens der Ledereinband, die älteste und traditionsreichste Form des Beziehens, und viertens der Pergamentband, wobei zwischen dem flexiblen Kopert und dem festen, mit Pergament bezogenen Einband unterschieden werden muss.
Leder-, Pergament- und Gewebebände werden weiterhin in Ganz- und Halbbände differenziert, die Bezeichnung richtet sich dabei nach dem Überzugsmaterial des Buchrückens. Da sich Pergament nicht maschinell verarbeiten lässt, kommt es nur in der Handbuchbinderei vor.

### Klassifizierung nach der Herstellungstechnik
Grundsätzlich zu unterscheiden ist zwischen Deckenband und dem Einband mit angesetzten Buchdeckeln. Während bei ersterem Buchblock und Einbanddecke separat gefertigt und erst in einem zweiten Arbeitsschritt zusammengefügt werden, wird beim „angesetzten Band“ der Einband direkt am Buchblock hergestellt. Er kann aufgrund mit maschinellen Hilfsmitteln nicht zu bewältigender Arbeitsabläufe lediglich in Handarbeit durch den Buchbinder oder Buchrestaurator gefertigt werden, weshalb der Deckenband in die industrielle Buchproduktion einging und seine spezifische moderne Ausprägung erfuhr.
Auch die Bezeichnung Broschur verweist, zumindest in ihrer ursprünglichen französischen Wortbedeutung, auf die Art ihrer Herstellung, ebenso wie die heute übliche englische Bezeichnung Softcover und ihr Pendant, das Hardcover.

### Sonderformen und Überschneidungen
Viele weitere Bezeichnungen lassen sich nicht ohne weiteres in eine der beiden Kategorien übertragen. Ein Einband kann daher meist mit mehreren Begriffen aus verschiedenen Bereichen belegt werden. Einige Namen, wie zum Beispiel das Sprungrückenbuch, verweisen neben der Herstellungstechnik auch auf ihren Verwendungszweck. Auch der Franzband entzieht sich einer eindeutigen Beschreibung. Da es sich dabei um eine spezielle Form des angesetzten Lederbands handelt, der sich in seiner Herstellungstechnik von üblichen deutschen Lederbänden unterscheidet, lässt er sich weder seiner Herstellung noch nach seinem Bezugsmaterial eindeutig beschreiben.
Der dänische Millimeterband wurde entwickelt, um während Kriegszeiten mit möglichst wenig Leder einen schönen und ansprechenden Bucheinband mit Lederrücken herstellen zu können.

### Klassifizierung nach der Funktion
Bei der Funktion sind weitere Bezeichnungen möglich:
- Bibliothekseinband für Schutzeinbände in Bibliotheken
- Gebrauchseinband für lediglich auf die Funktion des Buchblockeinfassens reduzierte, ungestaltete Einbände
- Prachteinband für besonders aufwändig gestaltete, der Repräsentation dienende Einbände

## Geschichte der europäischen Einbandgestaltung

### Anfänge in der Antike
Die Entwicklung des Bucheinbands verlief parallel zur Entwicklung der heutigen Form des Buches, der Kodex-Form. Für das erste nachchristliche Jahrhundert sind einfache Bücher, bestehend aus wenigen Lagen Pergament, zusammengehalten durch Schnüre im Falz und geschützt durch einen simplen Einband aus zwei Holztäfelchen, erstmals belegt. Durchzusetzen gegenüber der noch verbreiteten Rolle begann sich der Kodex aber erst später. Erst mit dem 4. Jahrhundert n. Chr. wurde er vorherrschend und mit ihm die schützende Rolle des Bucheinbands.
Die ältesten erhaltenen Bucheinbände stammen aus Ägypten. Eine Kartonage aus Papyrus bildete hier die Grundlage, eingeschlagen in einen Bezug aus Ziegen- oder Schafleder. Geheftet wurde auf dünne Lederriemen, die einerseits durch den Falz der noch einlagigen Buchblöcke, andererseits durch Löcher im Einbandleder am Buchrücken geführt und dort fest verknotet wurden. Zum Verschließen ließ man den Bezugsstoff an der linken Seite des Vorderdeckels in einen dreieckigen Lappen auslaufen, der dann wie eine Klappe um den Kodex herumgeschlagen werden konnte.
Aufgrund des beschränkten Umfangs einlagiger codices begannen sich schnell mehrlagige durchzusetzen, bei denen die Lagen einzeln geheftet, übereinandergelegt und im Rücken miteinander vernäht wurden. Dann erst erfolgte die Verbindung mit dem Einband, die teilweise portefeuilleähnlich, durch Ankleben des ersten und letzten Blattes des Buchblocks am Einband oder auch durch Fadenheftung geschehen konnte.
Die Einbände der Kopten wurden bereits gefärbt und auch verziert. Schon in der Spätantike und im frühen Mittelalter verwendete man hier Blinddruck, Lederschnitt, Lederapplikation, Lederflechtwerk, Durchbrucharbeiten und Punzierung. Im Orient wurden diese Techniken übernommen, das Abendland orientierte sich nur zu Beginn, zwischen dem 7. und 9. Jahrhundert an koptischen Vorbildern, später beschränkte man sich hier weitgehend auf Lederschnitt und Stempelverzierung.

### Der Einband im Mittelalter
Zu jeder Zeit gab es, neben einfachen Gebrauchseinbänden, prunkvollere, mit viel handwerklichem Geschick und kostbaren Materialien hergestellte und reich verzierte Prachteinbände. Das Mittelalter mit seiner enormen Bedeutung sakraler Literatur brachte in dieser Hinsicht ganz besonders hervorstechende Beispiele hervor und muss deshalb differenziert betrachtet werden.

#### Der mittelalterliche Prachteinband
Kirchliche Prachteinbände waren als Spiegel der christlichen Würde und Macht zu verstehen und wurden deshalb mit den edelsten Materialien, wie Elfenbein, Email, Edelmetallen, Edelsteinen und kostbaren Stoffen geschmückt. Der Buchbinder selbst übernahm meist nur den technischen Teil der Arbeit mit Heftung des Buchblocks und Befestigung der Buchdeckel. Die weiteren Arbeiten wurden je nachdem von Goldschmieden und Emailleuren, Metallarbeitern und Schnitzern oder auch Malern übernommen.

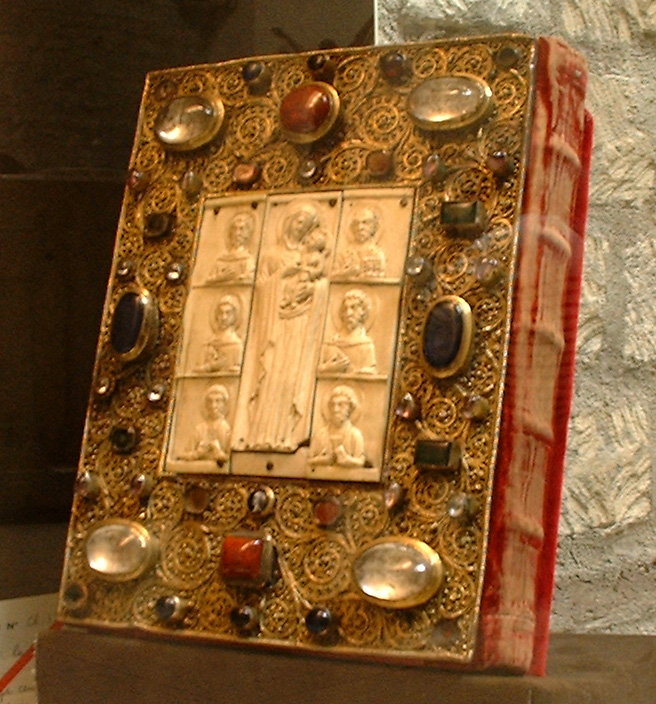
Mittelalterlicher Prachteinband

Für eine große Gruppe mittelalterlicher Prachteinbände wurden antike Elfenbeintafeln aus ihrem Zusammenhang gerissen und ohne Rücksicht auf den bildlichen Inhalt als Schmuck liturgischer Bücher wiederverwendet. Eine der ältesten Techniken der eigenständigen Verzierung hingegen waren Goldschmiedearbeiten. Holzdeckel wurden teilweise ganz mit Goldblech verkleidet, in Treibarbeiten wurden christliche Motive dargestellt und eingefasst von Edelmetallen wurden große Mengen an Edelsteinen und Perlen verarbeitet.
Mittelalterliche Prachteinbände lassen sich in mehrere große Gruppen einteilen, die sich nach dem jeweils vorherrschenden Gestaltungselement richten. Die Kreuzform spielte dabei in vielen Fällen eine entscheidende Rolle. Aber auch der Bild- und Rahmentypus, bei dem ein Mittelfeld, das meist eine Majestas-Domini-Darstellung zeigte, im Zentrum der Betrachtung lag, gehörte zu den vorherrschenden Motiven.
Während sich die Einbände der karolingischen Zeit oft noch durch auftragende Verzierungen auszeichnen, ging man im 11. und 12. Jahrhundert zu einem eher flächenhaften Stil der Gestaltung über. Gravierte oder durchbrochene Metallplatten lösten die plastischeren Treibarbeiten ab. Oft verwendete man dafür Kupfer, das nachträglich vergoldet wurde. Die Email-Technik des Grubenschmelzes brachte farbliche Belebung, da Edelsteine immer seltener zur Anwendung kamen. Auch Holzschnitzereien sind aus dieser Zeit überliefert.
Die Prachteinbände der Gotik waren mehr und mehr weltlich bestimmt. Zwar wurden weiter Gebets- und Erbauungsbücher prunkvoll verziert, doch anders als zuvor waren sie nicht nur für den kirchlichen Raum, sondern für den privaten Gebrauch bestimmt. Vor allem aber schmückte man nun auch Gesetzessammlungen, Privilegien oder amtliche Rechenschaftsbücher mit prachtvolleren Einbänden. Eng damit verbunden war die Entwicklung vom klösterlichen zum bürgerlichen Buchbinder. In der Gestaltung wurden raumgreifendere Schmucktechniken wieder beliebter, Treibarbeiten in Silber und Edelsteine bestimmten die Ausstattung. Bewegt durch die Kreuzzüge, entstand eine große Zahl an Einbänden, die Kreuzigungsszenen darstellen, überhaupt wurde die Darstellung realistischer. Zunehmend verwendete man Bezüge aus edlen Stoffen, wie Samt, Brokat oder Seide. Die getriebenen Platten wurden abgelöst durch kleinere Zierstücke und Beschläge, die, neben der Dekoration, den Stoff vor Abrieb schützen sollten.

#### Der mittelalterliche Gebrauchseinband
Der mittelalterliche Gebrauchseinband bestand in der Regel aus mit Leder überzogenen Holzdeckeln. Diese konnten unbehandelt bleiben oder aber im Blinddruck mit Streicheisenlinien und Stempeln verziert werden.
Die karolingischen Einbände des 9. und 10. Jahrhunderts wurden fast alle in Wildleder gebunden. Daneben sind aber auch einige Pergamentumschläge belegt. In diesem Fall wurde die Heftung durch den Umschlag hindurch durchgeführt, so dass die Fäden auf der Außenseite sichtbar wurden (Langstichheftung). Ein besonderes Merkmal karolingischer Einbände waren die halbkreisförmig überstehenden Lappen des Rückenbezuges. Der Schmuck war meist relativ einfach gehalten. Ein umgebender Rahmen wurde durch weitere Linien in geometrische Felder zerlegt. Stempel, wenn vorhanden, waren relativ klein und verteilten sich bei einfachen Einbänden eher unregelmäßig über die Deckelfläche. Bei anspruchsvoller gestalteten Einbänden ordneten sie sich symmetrisch, meist in Kreuzform, auf dem Vorderdeckel an.

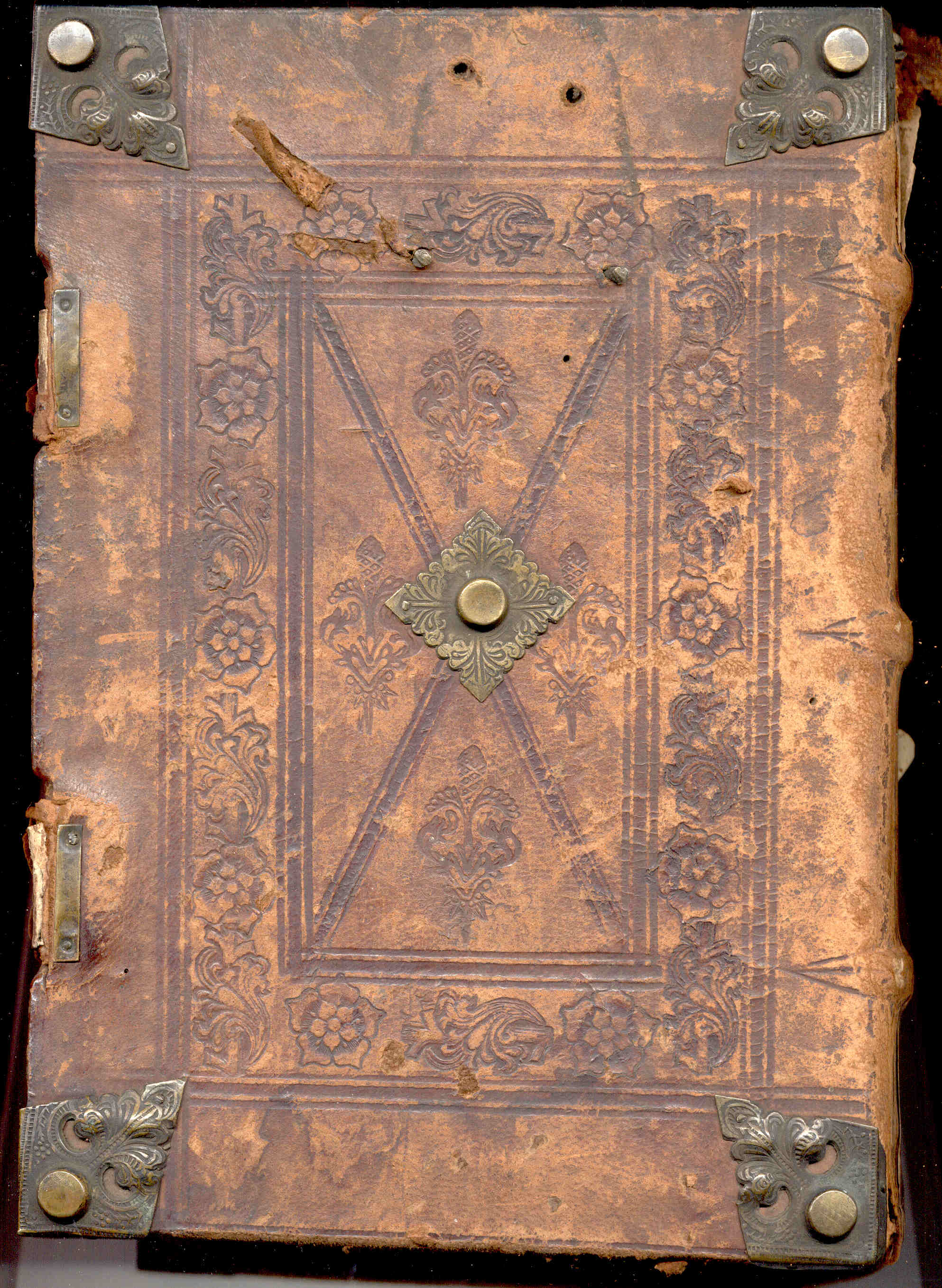
Inkunabel aus dem 15. Jahrhundert, mit Beschlägen und Blinddruck verziert

Die ebenfalls mit Blinddruck verzierten Einbände des 12. und 13. Jahrhunderts werden als Gruppe der romanischen Einbände zusammengefasst. Die Entwicklung ging dabei von Frankreich aus, griff von dort, Mitte des 12. Jahrhunderts, auf England über und wenig später dann auch in den deutschsprachigen Kulturraum. Braunes Rind- oder Kalbsleder wurde nun zum bevorzugten Material, seltener kam auch rötlich gefärbtes Wildleder zum Einsatz. Der Formenschatz der Stempel nahm in hohem Umfang zu, heute überladen wirkende Kompositionen prägten die Gestaltung. Die Deckelfläche war fast immer vollständig mit Stempeln bedeckt, eine Beziehung zum Inhalt bestand nicht. Ornamentale Stempel existierten neben pflanzlich inspirierten Motiven, Tierdarstellungen und figürlichen Stempeln. Symbolhafte Darstellungen aus dem biblischen Bereich kontrastierten mit weltlichen Motiven, die oft vom Rittertum beeinflusst waren. Im deutschen Sprachgebiet überwog jedoch der ornamentale Schmuck.
Die Blinddruckbände des 14. und 15, teilweise auch noch die der ersten Jahrzehnte des 16. Jahrhunderts, nennt man gotische Einbände. Der Großteil der erhaltenen Exemplare stammt aus dem deutschen Kulturgebiet, aber auch in anderen europäischen Ländern, zuerst Italien und den Niederlanden, dann Frankreich und England und einigen mehr, sind zahlreiche Beispiele zu finden. Die Arbeit ging nun immer mehr vom klösterlichen auf den bürgerlichen Buchbinder über, Universitäten blühten auf, und in den Handelsstädten entwickelte sich ein reger Buchverkehr. Die Gestaltung der Einbände variierte je nach Herkunft relativ stark. Viele gotische Einbände waren nur mit Streicheisenlinien verziert. Oft traten aber auch Stempel hinzu, die Linien übernahmen dann die Gliederung der Deckelfläche. Besonders beliebt war dabei das diagonale Prinzip, eine Komposition, die das Feld in Dreiecke oder Rauten teilte. Eine überregionale Verbreitung fand auch das Rautenrankenmuster, das durch parallel verlaufende wellige Linien gebildet wurde.
Eine Vereinfachung in der Produktion ungleich größerer Mengen, die die Erfindung des Buchdrucks mit sich brachte, stellte die aufkommende Prägung mit Platten oder Rollen dar. Größere Flächen konnten so in nur einem Arbeitsgang geschmückt werden. Besonders die Dekoration mit Pflanzenelementen, dem vorherrschenden Motiv der Gotik, ließ sich auf diese Weise leicht rationalisieren. Aber auch der Druck mit neuem figurenreichem Stempelmaterial nahm zu.
Ein vornehmlich deutsches Phänomen waren die künstlerisch hochwertigen Lederschnittbände des 15. Jahrhunderts. In der ersten Jahrhunderthälfte eher flach und schlicht gehalten, in der zweiten Hälfte dann bestimmt durch Relieftechnik, galten sie als Luxusversionen der Gebrauchseinbände dieser Zeit. Die beliebtesten Motive waren pflanzliche Ornamente, häufig begleitet von Inschriften, die aber als dekorative Elemente eingesetzt wurden. Weiterhin spielten auch Tierszenen, Wappen und Heiligenfiguren eine größere Rolle. Lederschnitt war in der Regel das Werk freischaffender Künstler, die Buchbinder lieferten lediglich die Grundlage.
Byzantinische Einbände des Mittelalters unterschieden sich von westlichen insbesondere durch ihre Herstellungstechnik. Während im Abendland seit etwa 600 n. Chr. auf Bünde geheftet wurde, blieb der Rücken hier glatt. Buchblock und Buchdeckel schlossen außerdem in gleicher Höhe ab, so dass sich keine überstehenden Kanten ergaben. Man sägte deshalb Rillen in die Stehkanten der Deckel, um das Öffnen zu erleichtern. Bezogen wurden die Holzdeckel meist mit Ziegen- oder Schafsleder. Analog zum Westen arbeitete man auch hier in der Regel mit Blinddruck, die Arten der Komposition und Gliederung waren vielfältig.

#### Sonderformen mittelalterlicher Einbände

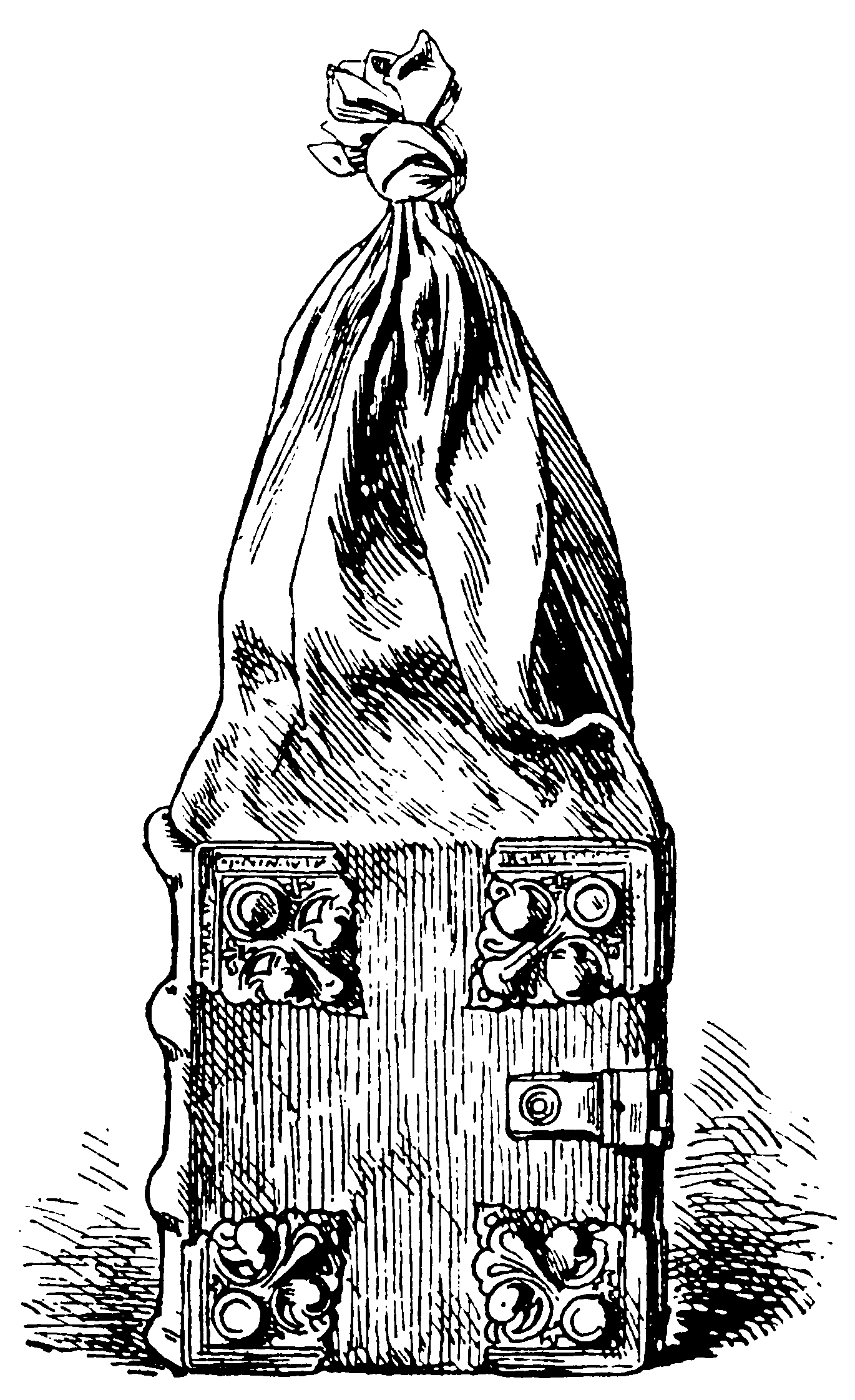
Beutelbuch

Um wertvolle oder durch Transport strapazierte Bücher angemessen zu schützen, entwickelten sich im Mittelalter einige Formen spezieller Aufbewahrung. Buchkästen oder Buchschreine aus Holz oder Metall waren der Form des Buches angepasst und dienten dem Schutz auf der Reise. Ebenso wie der Inhalt konnten auch sie reich verziert sein. Eine Art Verbindung von Buchschrein und Einband waren die sogenannten Kastenbücher, bei denen Deckel und Seitenflächen des Kastens an den analogen Stellen des Einbandes befestigt und so dauerhafter Teil der Umhüllung wurden.
Weniger wertvolles Eigentum transportierte man in Buchtaschen aus Leder. Die meisten von ihnen waren schlicht gehalten, nur einige Stücke mit prachtvollen Ledertreib- oder Lederschnittarbeiten haben sich erhalten. Eine wirkliche Sonderform des Einbands hingegen lag bei den sogenannten Beutelbüchern und Hülleneinbänden vor. Während bei ersteren der Bezugsstoff am Unterschnitt länger gelassen wurde und auf diese Weise verknotet am Gürtel befestigt werden konnte, hingen bei den Hülleneinbänden an allen Schnitten Leder- oder Stofflappen über, in die das Buch eingewickelt werden konnte.

### Der Renaissance-Einband
Ebenso wie das gesamte Kunstschaffen der Zeit war auch die Einbandverzierung in der Renaissance geprägt von Umbrüchen und Neuerungen. Entscheidende Einflüsse dafür kamen aus dem orientalischen Raum, aber auch Vorbilder aus der antiken Ikonographie spielten eine Rolle. Die bisher üblichen Holzdeckel wurden langsam von Pappdeckeln abgelöst, was kleinere Formate ermöglichte, farbigere Ledersorten kamen auf, und die Vergoldung als Deckelschmuck trat gleichwertig neben den bisher vorherrschenden Blinddruck. Darüber hinaus entwickelten sich aus den übernommenen Schmuckformen besonders im Frankreich des 16. Jahrhunderts zahlreiche neue Stile. Auch große bibliophile Sammler hatten einen starken Einfluss auf die Entwicklung der Dekoration.

#### Der italienische Renaissance-Einband
Die Handelsbeziehungen zum Orient eröffneten besonders früh den großen italienischen Handelsstädten, wie Venedig oder Florenz, die Tür zu der reichen Erfahrung der islamischen Welt in der Einbandverzierung. Während der Golddruck dort schon seit dem 11. Jahrhundert bekannt war, kam diese Schmucktechnik erst gegen Ende des 14. Jahrhunderts langsam nach Europa. Auch bei der Lederschnittarbeit orientierte man sich an islamischen Vorbildern. Daneben waren besonders antikisierende Elemente beliebt. Knoten- und Flechtwerk, Palmetten und besonders Plaketten, antiken Münzen oder Medaillen nachempfundene Abbildungen, stellten die häufigsten Motive. Zu Beginn des 16. Jahrhunderts begann man sich zunehmend den Bedürfnissen der humanistischen Lehren anzupassen. Ausgehend von einer Serie kleinformatiger Klassikerausgaben mit Pappdeckeln, herausgegeben von Aldus Manutius in Venedig, den sogenannten Aldinen, entwickelte sich eine neue Form des Gebrauchseinbandes.

#### Der französische Renaissance-Einband
Die französische Einbandkunst der Renaissance war stark an italienischen Vorbildern orientiert. Besonders einflussreich wurde ab den ersten Jahrzehnten des 16. Jahrhunderts der Golddruck, bei den Motiven dominierten stilisierte Blattformen und das Bandwerk. Neben Leer- und Vollstempeln entwickelten sich die sogenannten fers azurés, schraffierte Stempel, deren Strichführung an die Darstellung der Wappenfarbe Blau in der Heraldik erinnerte. Einbände mit diesen Stempeln finden sich zuerst um 1530 in Lyon. Eine weitere Besonderheit stellten die petits fers dar, besonders kleine Stempel, die zu größeren Blattmustern kombiniert wurden.
Einer der bedeutendsten Bibliophilen dieser Zeit war Jean Grolier, dessen Buchbinder die französische Einbandgestaltung des 16. Jahrhunderts entscheidend mit beeinflussten. Aber auch die französischen Könige zeigten, besonders in der zweiten Jahrhunderthälfte, einen hohen Sinn für Buchkunst und ihre Förderung. Ein Stil, der in diesem Zusammenhang auftrat, war der Semé- (oder Semis-)Stil (französisch semis ‚Aussaat‘), ein Muster, das von der regelmäßigen, steten Wiederholung einzelner kleiner Motive auf der gesamten Deckelfläche gekennzeichnet ist, im Unterschied zum Streumuster mit seiner unregelmäßigen Verteilung kleiner Elemente.
Der in der zweiten Hälfte des 16. Jahrhunderts und zu Anfang des 17. Jahrhunderts prägende Stil der Prachteinbände jedoch war der Fanfarenstil (à la fanfare). Entgegen der vorherrschenden Meinung, Nicolas Ève, der Hofbuchbinder Heinrich III., sei der Erfinder dieses Stils gewesen, war er lediglich ein Vertreter unter zahlreichen Buchbindern, die ihre Einbände mit symmetrisch angeordneten Ranken und Bandwerken gliederten. Der Name Stil à la fanfare entwickelte sich allerdings erst im 19. Jahrhundert aus dem Beginn des Titels eines Werkes, das der Bibliophile Charles Nodier zum Binden nach Art dieser Renaissancedekoration in Auftrag gab.

#### Der Renaissance-Einband im deutschen Sprachraum
Deutsche Buchbinder verhielten sich den neuen Einflüssen gegenüber zunächst sehr zurückhaltend. Der Blinddruck als dominierende Schmuckform und auch die schweren Holzdeckel hielten sich sogar bis in das 18. Jahrhundert – hier jedoch nur noch bei großen Folianten wie Bibeln. Den in den Zunftordnungen verwurzelten Handwerkern fiel es schwer, sich von den einfachen und zeitsparenden Techniken der Rollen- und Plattenverzierung wieder zu lösen. In den ersten Jahrzehnten des 16. Jahrhunderts begannen langsam ikonographische Elemente der Renaissance in die deutschen Motivschätze einzudringen. Figürliche Motive wie biblische Gestalten und Themen, aber auch Porträts und Wappen prägten nun die Plattenschnitte. Ein Bezug zum Inhalt des Buches war dabei relativ selten. Langsam begann man Gold- und Blinddruck parallel zu verwenden. Ab der Mitte des 16. Jahrhunderts etablierten sich dann auch ornamentale Renaissancemotive in Deutschland. Besonders südliche Städte wie Augsburg und München ließen sich von den italienischen und französischen Vorbildern beeinflussen.

#### Der englische Renaissance-Einband
Ebenso wie im deutschen Kulturgebiet setzte sich auch in England der italienisch-französische Einbandstil der Renaissance erst relativ spät durch. Spätestens ab den Vierzigerjahren des 16. Jahrhunderts jedoch arbeitete man auch hier mit Arabesken, Bandwerk, Semis-Stil und variantenreichen Blattformen. Besonders unter Elisabeth I. kam die englische Buchbinderei zu einer neuen Blüte. Die Königin bevorzugte textile Einbände, so dass zahlreiche Samt- und Seidenbände mit aufwändigen Stickereien gearbeitet wurden. Eine weitere Besonderheit waren sogenannte Zwillingsbände, Einbände für mehrere Bücher, die sich Rücken oder Deckel miteinander teilten. Obwohl sie in England besonders beliebt waren, sind auch einige Exemplare aus den nördlichen Teilen Deutschlands und Dänemark bekannt.

#### Der spanische Renaissance-Einband
Der spanische Renaissance-Einband stellt in gewisser Hinsicht eine Ausnahme dar. Die Nähe zu Nordafrika hatte hier schon früh zu einer Vermischung orientalischer und abendländischer Einflüsse geführt. Die Mudéjar-Einbände des 13. bis 16. Jahrhunderts zeigten deshalb schon weit vor den anderen Ländern islamische Einflüsse. Von einer Renaissance wie in Italien oder Frankreich kann hier also nur bedingt gesprochen werden. Trotzdem begann man auch hier im 16. Jahrhundert Einflüsse aus den Nachbarländern zu übernehmen.

### Der Einband in Barock und Rokoko
Einbände des 17. und 18. Jahrhunderts waren deutlich von französischer Kunst dominiert. Aus England und Italien kamen eigene Beiträge. Die anderen europäischen Länder orientierten sich größtenteils an den mächtigen Vorbildern. Da in Bibliotheken die Bücher mit dem Rücken nach außen aufgestellt wurden, wurde die Rückenverzierung und insbesondere der Rückentitel bedeutsam. Umfangreich vergoldete Stempel- und Rollenmotive spielten eine Rolle in der Dekoration. Im 18. Jahrhundert kam auch das Ledermosaik in der Produktion von Luxuseinbänden hinzu.

#### Der Barock- und Rokoko-Einband in Frankreich
Die vorherrschende Stellung der französischen Einbandkunst ist ebenso wie in der Renaissance durch den großen Einfluss der Bibliophilie, besonders aus aristokratischen Kreisen, zu erklären. Die hohe Nachfrage an kostbar und reich verzierten Einbänden führte zu einer großen Kreativität in der Gestaltung.
Zunächst entwickelte sich 1620 aus dem Fanfarenstil der sogenannte Pointillé-Stil, der mit der Auflösung der Linien in Punktreihen arbeitete und so eine sehr filigrane Wirkung entfaltete. Zweien der berühmtesten Buchbinder dieser Zeit, Le Gascon und Florimond Badier, werden Erfindung und Vollendung dieses Stils nachgesagt. Pointillé-Elemente wurden in der Folge sowohl in Frankreich selbst als auch in den Nachbarländern verschwenderisch mit anderen Stilen kombiniert. Die Stempel wurden dafür meist dicht gedrängt auf der gesamten Deckelfläche verteilt.

Kalblederband mit Blind- und Goldprägung, nach alten Vorbildern gearbeitet

Daneben existierten aber ebenfalls Einbände mit zurückhaltender Gestaltung. Einbände à la François Bourgoing beispielsweise verzierten lediglich die Ränder der Deckflächen, die Mitte blieb frei. In diesem Zusammenhang tauchten Spiralstempel auf, die im 17. Jahrhundert neben den Pointillé-Stempeln verwendet wurden. Eine Form der ausschließlichen Rückenverzierung hingegen stellte der Stil à la grotesque dar. Von Kopf bis Fuß wurde dabei ein und derselbe Stempel in engen Reihen immer wieder wiederholt. Eine Sonderform durch die Strenge ihrer Gestaltung waren auch die Einbände des Zisterzienserinnenklosters Port-Royal-des-Champs. Die nach dem Glauben seiner Bewohner Jansenisteneinbände genannte Stilform zeichnete sich durch Schmucklosigkeit, dafür aber hervorragende Lederqualität und Ausführung des Bindens, sowie qualitätsvolle Titelprägung aus.
Der prägende Stil des 18. Jahrhunderts wurde der Spitzenstil (à la dentelle). Dieses Muster ahmte textile Spitzen und Stickereien nach und wurde in der Regel in Kleinstarbeit mithilfe einzelner Stempel hergestellt. Lediglich für die Ränder oder umfangreichere Gestaltungen nutzte man gelegentlich eine Rolle. Der Dentelles-Schmuck beschränkte sich zumeist auf die Ränder der Buchdeckel, inwieweit sich der Spitzenrand dabei zur Mitte hin ausdehnte, wies auf die Handschrift einzelner Künstler hin. Antoine Michel Padeloup le jeune, Sohn einer berühmten Pariser Buchbinderfamilie, gilt als Erfinder des Spitzenstils. Er arbeitete darüber hinaus zahlreiche anspruchsvolle Ledermosaike. Weitere große Namen waren die der Familien Derôme, Le Monnier und des Pariser Meisters Augustin Duseuil.

#### Der Einband des Barock und Rokoko im deutschen Sprachraum

Luther-Bibel von 1704, Schweinsleder auf Holzdeckel, Verlag Gleditsch/Leipzig

In Deutschland wirkten zunächst noch lange die Einflüsse der Renaissance nach. Ließ man sich hingegen von neueren Stilen beeinflussen, erreichten die Einbände trotzdem nicht die Qualität ihrer Vorbilder. Lediglich die kurfürstliche Hofbuchbinderei in Heidelberg brachte eigenständige und qualitativ hochwertige Entwürfe hervor. Der Dreißigjährige Krieg legte sämtliches Kulturschaffen für lange Zeit lahm. Man war gezwungen, die Kosten zu senken, anspruchsvolle Einbandkunst war nicht gefragt. Auch im Anschluss fehlten die Voraussetzungen für die Entstehung eigener Stile, man kopierte und rezipierte, was die Nachbarländer schufen. Eine eigenständige Gruppe stellten jedoch im 18. Jahrhundert vergoldete und bemalte Pergamenteinbände dar, die teilweise auch im Blinddruck verziert wurden.

#### Der Barock- und Rokoko-Einband in Italien
Auch Italien ließ sich zu großen Teilen von außen beeinflussen, zeigte sich in der Verarbeitung jedoch kreativer und schuf auch eigene Beiträge, wie der in den ersten Jahrzehnten des Barock auftretende Fächerstil (à l’éventail). Dieser Stil basierte auf langen tropfenförmigen Leerstempeln, die zu Rosetten oder Rosettenausschnitten kombiniert wurden und mit Pointillé-Muster gefüllt waren. Er verbreitete sich in ganz Europa, war in Deutschland und England beliebt, hielt sich besonders aber in Italien noch weit bis ins 18. Jahrhundert.

#### Der Barock- und Rokoko-Einband in England
Neben Frankreich zeichnete sich besonders die englische Buchbinderei in Barock und Rokoko durch originäre Stilentwicklungen aus. Die Thronbesteigung Karls II. brachte ein wenig französische Lebensart nach England und ließ das dortige Kunstschaffen aufleben.
Als erste neue Dekorationsform kam um 1660 der sogenannte der Cottage (roof) Style auf. Die namensgebende Dachgiebelform war das entscheidende Gestaltungsmerkmal dieses Stils, die ebenso wie die angedeuteten Seitenwände linear dargestellt wurde. Die Zwischenräume wurden meist mit allerlei Motivstempeln wie Pflanzen, Vögel und Vasen gefüllt. Der All-over-Style hingegen zeigte eine zwar symmetrische, aber ansonsten von keinem Kompositionsprinzip beeinflusste, freie Anordnung von Stempeln über die gesamte Deckelfläche. Auch der Rectangular Style arbeitete mit reichem Stempeleinsatz, im Gegensatz zum All-over-Style wurde die Deckelfläche dafür aber in einen breiten Rahmen und ein Mittelfeld geteilt. Alle diese drei Stile werden heute besonders mit dem königlichen Hofbuchbinder Samuel Mearne verbunden. Eine weitere Erfindung englischen Einbandschaffens dieser Zeit stellte der Wiegenfußstempel dar.
Zu Beginn des 18. Jahrhunderts entwickelte sich aus dem Rectangular Style schließlich der Harleian Style, benannt nach dem Bibliophilen Sir Robert Harley, der die so geschmückten Einbände in Auftrag gab. Das Grundkonzept aus Rahmen und dichter Stempeldekoration entspricht dabei jener des Vorbilds, die einzelnen Motive jedoch wurden zierlicher und zunehmend naturalistischer inspiriert. Der bedeutendste englische Buchbinder des 18. Jahrhunderts aber war Roger Payne. Obwohl in seiner Gestaltung eher zurückhaltend, gehörten zahlreiche namhafte Bibliophile zu seinen Kunden. Teilweise orientierte er sich an Mearne, zu größeren Teilen jedoch war er bereits den folgenden klassizistischen Tendenzen verhaftet. Seine Stempel und seine Schriften schnitt er selbst.

### Klassizismus und Historismus im ausgehenden 18. und 19. Jahrhundert
Schon im ausgehenden 18. Jahrhundert zeigen sich in England Anfänge einer antikisierenden Phase in der Einbandgestaltung. Der Etruscan Style lehnte sich an Malereien etruskischer Vasen an, wurde dann auf die gesamte Breite antiker Motive, wie Urnen, Füllhorn, Lyra, Sphinx, Sternenmuster, Sonnenwirbel und Lorbeerkränze ausgedehnt und als Empire-Stil bekannt. Nach einem vorübergehenden Einschnitt, bedingt durch die französische Revolution, tendierte man Anfang des 19. Jahrhunderts dazu, die Gestaltung auf die Deckelränder zu beschränken. Klassizistisch und naturalistisch inspirierte Bordüren sowie eine Betonung der Rückenverzierung waren üblich. Erst im zweiten Viertel des Jahrhunderts schmückte man wieder die gesamte Deckelfläche. Auch der Blinddruck wurde wiederbelebt und tauchte nun vielfach gleichwertig neben dem Golddruck auf demselben Einband auf.
An neuen Stilformen hatte das 19. Jahrhundert wenig zu bieten. Eine eklektizistische Vermischung und Nachbildung historischer Stile beherrschte das europäische Einbandschaffen. Neben den Handeinband trat um die Mitte des Jahrhunderts der maschinell gefertigte Verlagseinband, der nicht ohne Einfluss auf die Art der Gestaltung blieb.

#### Frankreichs Einbandkunst im 19. Jahrhundert

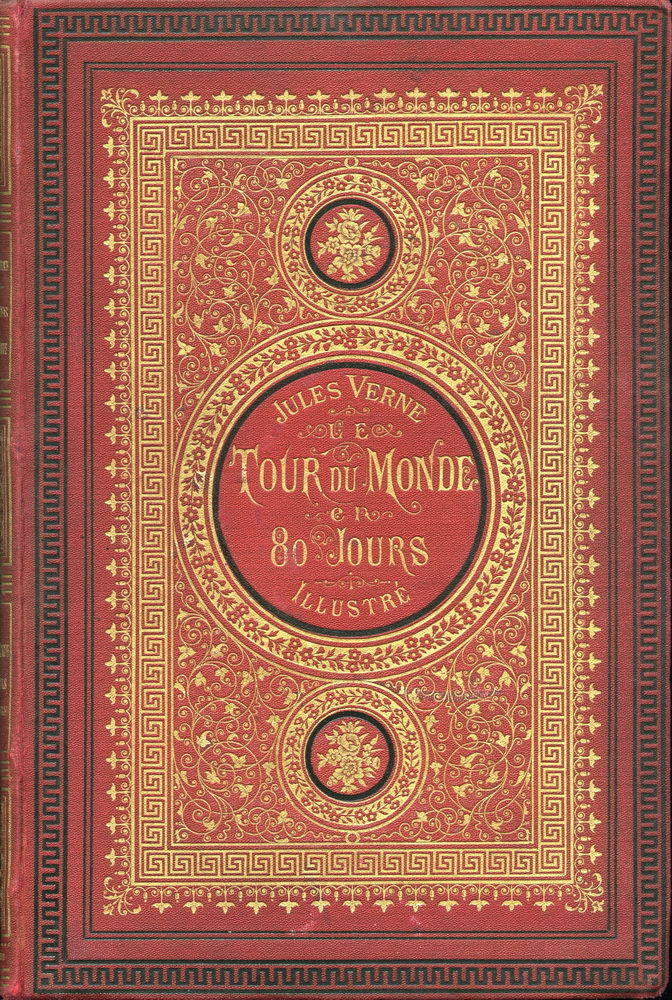
Französischer Verlagseinband von 1873

Zunächst stand auch Frankreich an der Wende vom 18. zum 19. Jahrhundert unter dem Einfluss des englischen Empire-Stils, der hier auch style anglais genannt wurde. Motive fand man insbesondere im ägyptischen Kulturraum, nachdem Napoleons Feldzug das Interesse an dieser Region stark angefacht hatte. Zu den großen französischen Buchbindern der napoleonischen Zeit zählten Alexis-Pierre Bradel und die Brüder Bozérian.
Die folgende romantische Periode zeichnete sich besonders durch die Verwendung architektonischer Elemente in der Dekoration aus. Es war eine Phase großer Begeisterung für die gotische Schaffensperiode, die sich im Einbandschaffen im Kathedralstil (à la cathédrale) niederschlug. Oft kamen hier große Platten in Blindpressung zum Einsatz, die entweder ganze Kathedralenfassaden nachbildeten oder sich auf charakteristische Bauelemente und Ornamente beschränkten. Der Hauptmeister und Erfinder des Kathedralstils war Joseph Thouvenin. Er war es auch, der den von Charles Nodier in Auftrag gegebenen Fanfareneinband arbeitete und so den Namen dieses Stils prägte.
Eine Besonderheit französischen Einbandschaffens stellten die reliures parlantes, die sprechenden Einbände, dar. Anders als bisher gekannt, versuchten sie, den Buchinhalt in die Einbandgestaltung einfließen zu lassen zu illustrieren. Auch bemalte Einbände, insbesondere gedacht für Almanache oder Taschenbücher für Damen, kamen in dieser Zeit auf.
Ab den 1830er Jahren setzte in Frankreich ebenso wie in anderen Ländern im Zuge der Industrialisierung die serielle Fertigung von Verlagseinbänden ein, zunächst in Manufakturen, später in Großbuchbindereien. Häufig bestimmten zunächst rationelle Gründe die Dekoration. Große Ein-Platten-Prägungen, vor allem als Blindprägung auf Geweben, meist auf Kaliko, stellten die übliche Ausstattung dar. Diese wurden durch den Einsatz von Dampfmaschinen in „Dampfbuchbindereien“ erst möglich. Im Laufe des 19. Jahrhunderts gab es dann anspruchsvollere und reicher gearbeitete Einbände teilweise mit detaillierten mehrfarbigen bildlichen Darstellungen mit Bezug zum Inhalt des Textes. Auch die Goldprägung mit Goldsurrogaten verbreitete sich. Stellte doch ein prächtig gestalteter Verlagseinband beim Ausstellen in Schaufenstern ein wichtiges Werbemittel dar.

#### Der Klassizismus und Historismus in England

Vues du Rhin, Tombleson, London um 1850

Die schon erwähnten Stile des ausgehenden 18. Jahrhunderts, Etruscan und Empire Style, hatten ihre Ursprünge in England. An den dortigen Entwicklungen waren nicht wenige deutsche Buchbinder beteiligt, die im Zuge der hannoverisch-englischen Personalunion ausgewandert waren. In der Romantik entwickelte sich die Einbandgestaltung parallel zu der in Frankreich und des restlichen Europas. Historisierende Motive und Darstellungen bestimmten das Bild.
Im letzten Jahrhundertviertel initiierten William Morris und Thomas Cobden-Sanderson eine Erneuerungsbewegung im Kunsthandwerk, die sie der Gleichförmigkeit der industriellen Serienproduktion gegenüberstellen wollten. Das perfekt gebundene Buch sollte das Ziel ihrer Anstrengungen sein. Sandersons Entwürfe zeichneten sich dabei besonders durch den Hang zu Naturformen aus.

#### Der Klassizismus und Historismus in Deutschland
Die Einbandgestaltung in Deutschland dieser Zeit orientierte sich vor allem an englischen aber auch französischen Entwicklungen. Auf den klassizistischen Einband folgten auch hier der romantisch inspirierte und der historisierende Einband. Ab der zweiten Jahrhunderthälfte spielte der Verlagseinband eine immer größere Rolle. Seine Gestaltung orientierte sich dabei zunehmend an den Inhalten der Bücher. Die Bibliophilie, die ein Motor für das Kunstschaffen hätte sein können, spielte zu dieser Zeit eine nur untergeordnete Rolle. Goethe bekundete daher seine Vorliebe für englische Einbände.

### Das Einbandschaffen vom 20. Jahrhundert bis heute

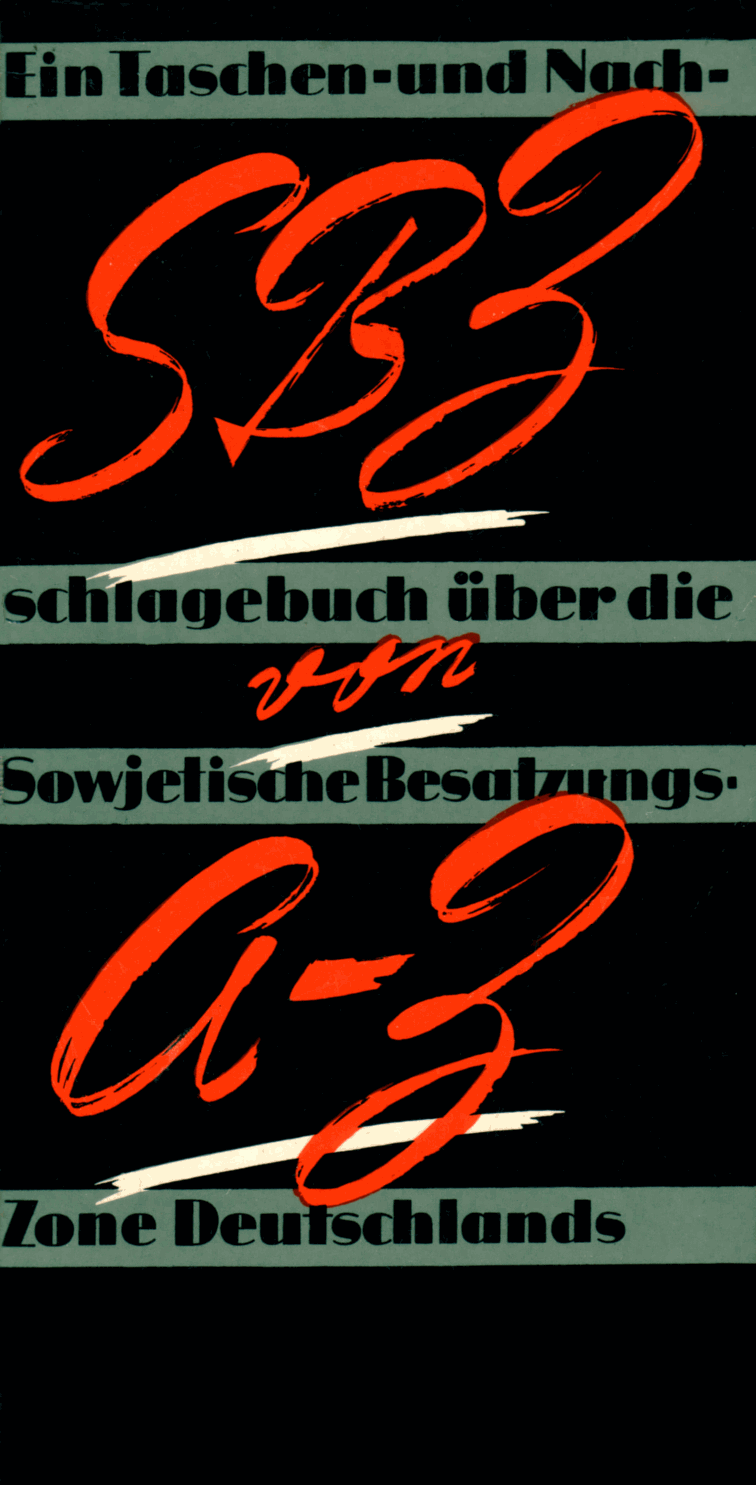
Beispiel für eine typographisch bestimmte Einbandgestaltung

In den ersten Jahrzehnten des 20. Jahrhunderts wurde zunächst die von Morris und Sanderson angeführte Buchkunstbewegung zum treibenden Element europäischen Einbandschaffens. Der Wunsch nach dem perfekten Einband ging über in den Wunsch nach einer Einheit des Schaffens, in der alle Elemente des fertigen Buches aufeinander bezogen sein sollten. Aber auch der Jugendstil brachte entscheidende neue Impulse. Besondere Einbandgestaltungen in der Reformzeit schufen beispielsweise Paul Kersten in Berlin-Charlottenburg und seine Schüler der Berliner Buchbinder-Fachschule. Der in Kirchheim unter Teck geborene Otto Dorfner, selbst ein Schüler von Kersten, war zwischen 1919 und 1922 durch seine Werkstatt mit dem Bauhaus verbunden, gründete danach die eigenständige Dorfner-Werkstatt und übernahm 1926 eine Professur mit Lehrstuhl an der Staatlichen Hochschule für Handwerk und Baukunst in Weimar.

Kleiner Brockhaus, Einband mit Schmuckelementen des Jugendstils, Leipzig 1910

Deutsche Buchbinder, die zwar seit dem Mittelalter immer noch technisch hervorragende Handeinbände, aber selten eigenständige gestalterische Leistungen hervorgebracht hatten, ließen sich zu Beginn des 20. Jahrhunderts ausgerechnet vom Verlagseinband beeinflussen. Seit der Jahrhundertwende interessierten sich auch Architekten und Maler für das Buch, nahmen sich seiner Gestaltung an und entwickelten eigene Schriftschnitte. Besonders Otto Eckmann und Fritz Helmuth Ehmcke markieren den Beginn des bis heute andauernden Zusammenspiels von Grafik und Einband. Auch die Lehren des Bauhauses in Weimar waren für kommende Gestaltungen von großer Bedeutung.
Seit der Mitte des 20. Jahrhunderts sind keine dominierenden Stile mehr festzumachen. Vielmehr bestimmen zahlreiche nebeneinander existierende individuelle Strömungen das Bild. Während der Verlagseinband, in der Regel durch einen plakativen Schutzumschlag umhüllt, meist durch graphische Lösungen besticht, orientieren sich Handeinbände immer noch häufig an historischen Vorbildern, aber auch Elemente der Neuen Sachlichkeit oder der abstrakten Kunst haben ihren Platz. Darüber hinaus spielt die typographische Gestaltung des Buchtitels und des Autorennamens heute eine nie gekannte Rolle.
Ein Gebiet, das zunehmend an Bedeutung gewinnt, ist die Restaurierung historischer Bucheinbände. Noch bis in die 1970er Jahre war es in vielen Bibliotheken üblich, beschädigte Einbände einfach zu erneuern, wodurch nicht nur der Einband als solcher, sondern auch Quellen für die Erforschung der Geschichte des betreffenden Buches (wie z. B. Besitzeinträge) verloren gingen. Heute wird dagegen versucht, den Einband als historisches Dokument zu erhalten, wobei das Ziel einerseits ist, das Buch benutzbar zu machen, andererseits aber die vorhandenen Altersspuren und die historische Substanz so wenig wie möglich zu beeinträchtigen, damit die Eigenschaft als Geschichtszeugnis erhalten bleibt.